# Святошин (залізнична станція)
Свято́шин — залізнична станція 2-го класу Київського залізничного вузла Південно-Західної залізниці. Розташована на стику Берестейського проспекту та вулиць Святошинської і Василя Степанченка. Станція розміщується між станцією Борщагівка (2,5 км) та зупинним пунктом Новобіличі (3 км). Південніше станції — відгалуження в бік станції Почайна.

## Історія
У 1900 році одночасно розпочались будівельні роботи на всіх дільницях майбутньої лінії залізниці Київ — Ковель. Станція відкрита у 1902 році як Платформа Святошин. Збереглася будівля вокзалу станції, збудованого тоді ж за типовим проєктом, подібні будівлі збереглися на станціях Біличі, Ірпінь, Клавдієво, Ірша і Головки). 1959 року станцію разом із лінією Київ-Волинський — Ворзель було електрифіковано.
На початку 2000-х років острівну платформу станції було частково реконструйовано, була проведена реконструкція колійного господарства станції, а близько 2007 року зазнала реконструкції стара будівля вокзалу, що вже давно використовується лише за службовим призначенням. Нині станція є кінцевою для деяких електропоїздів Коростенського та Фастівського напрямку.
На станції Святошин зупиняються швидкісні поїзда категорії «Інтерсіті+» львівського напрямку та деякі пасажирські поїзди західного напрямку.

## Галерея

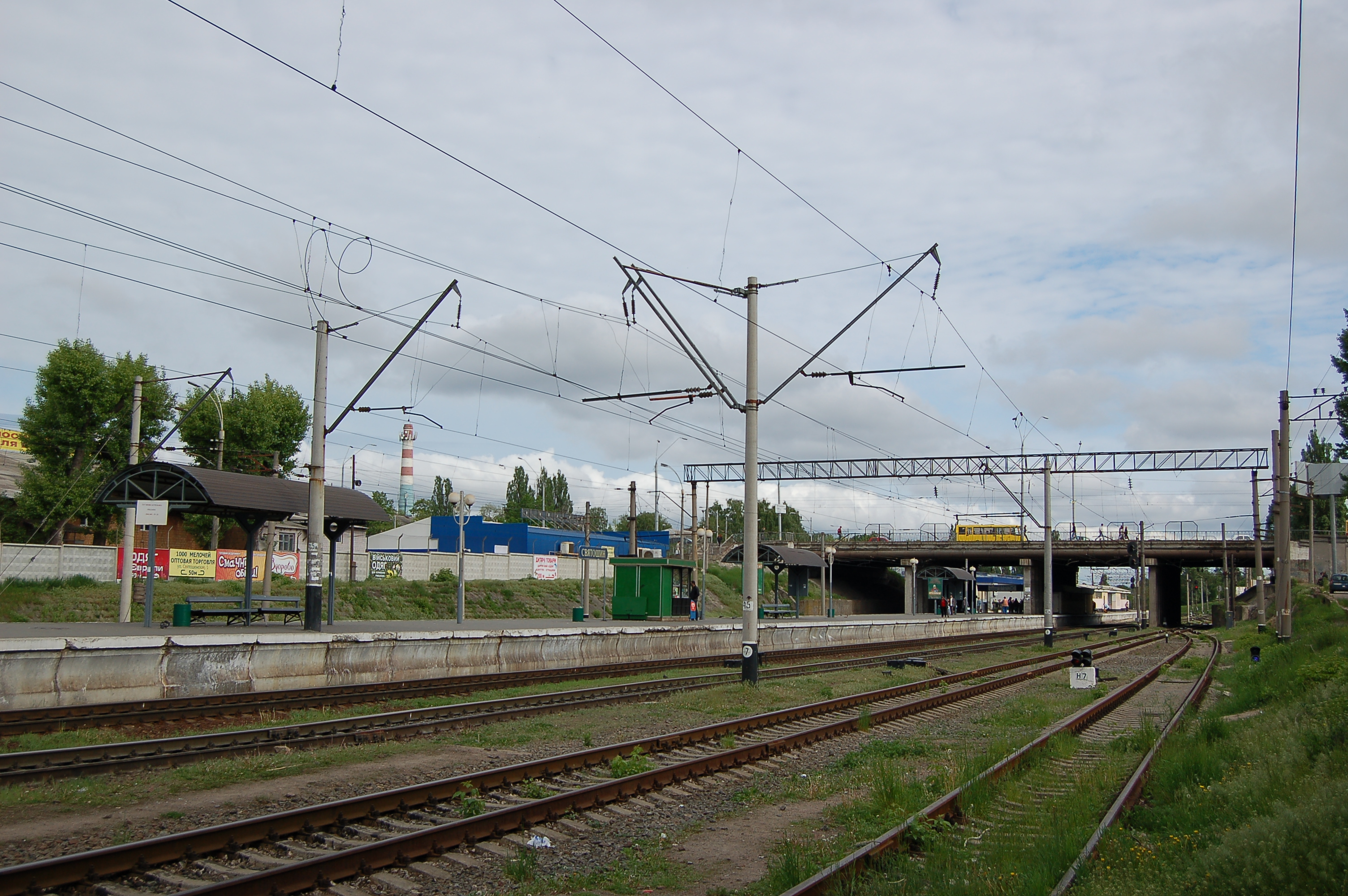
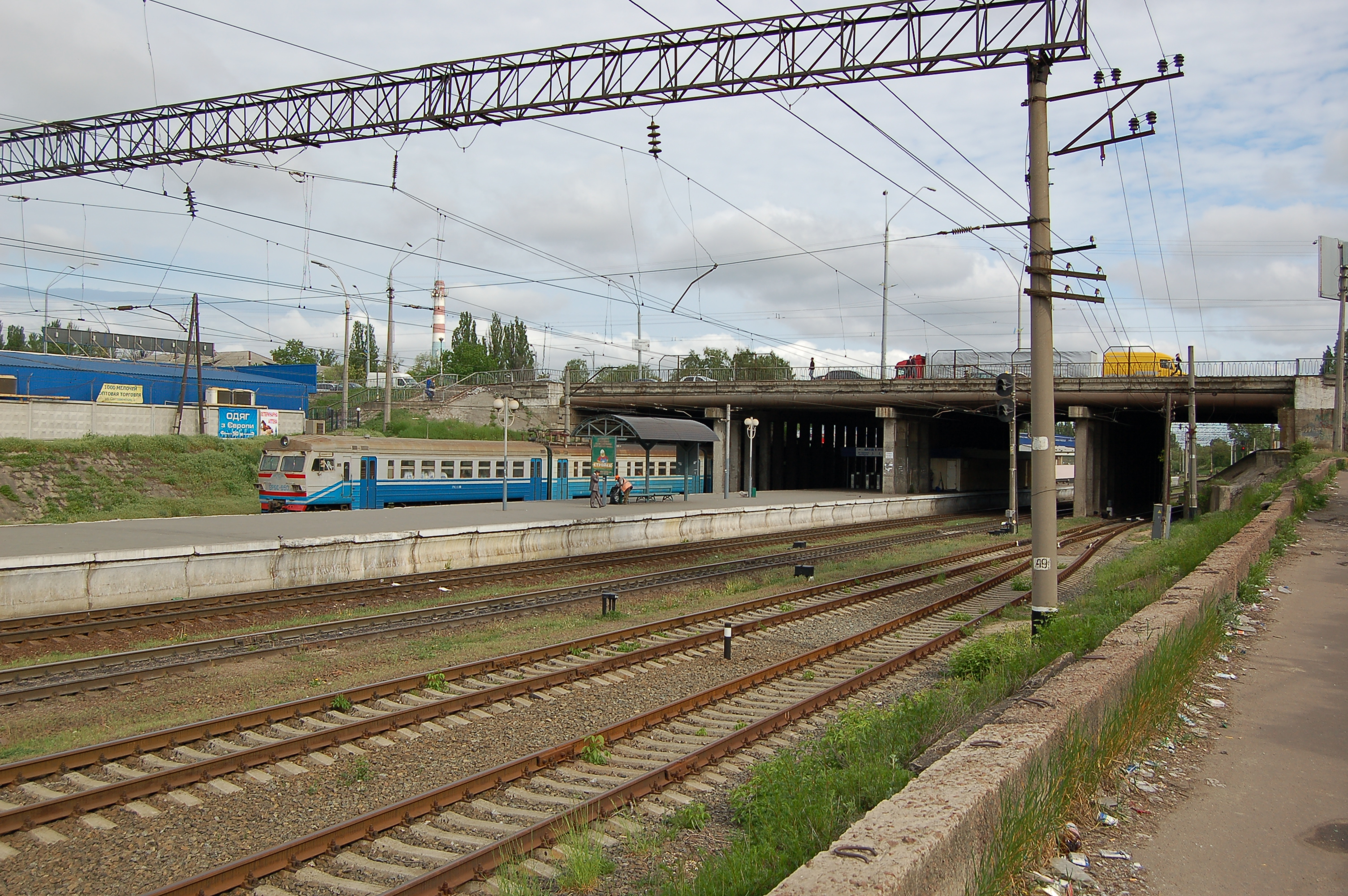
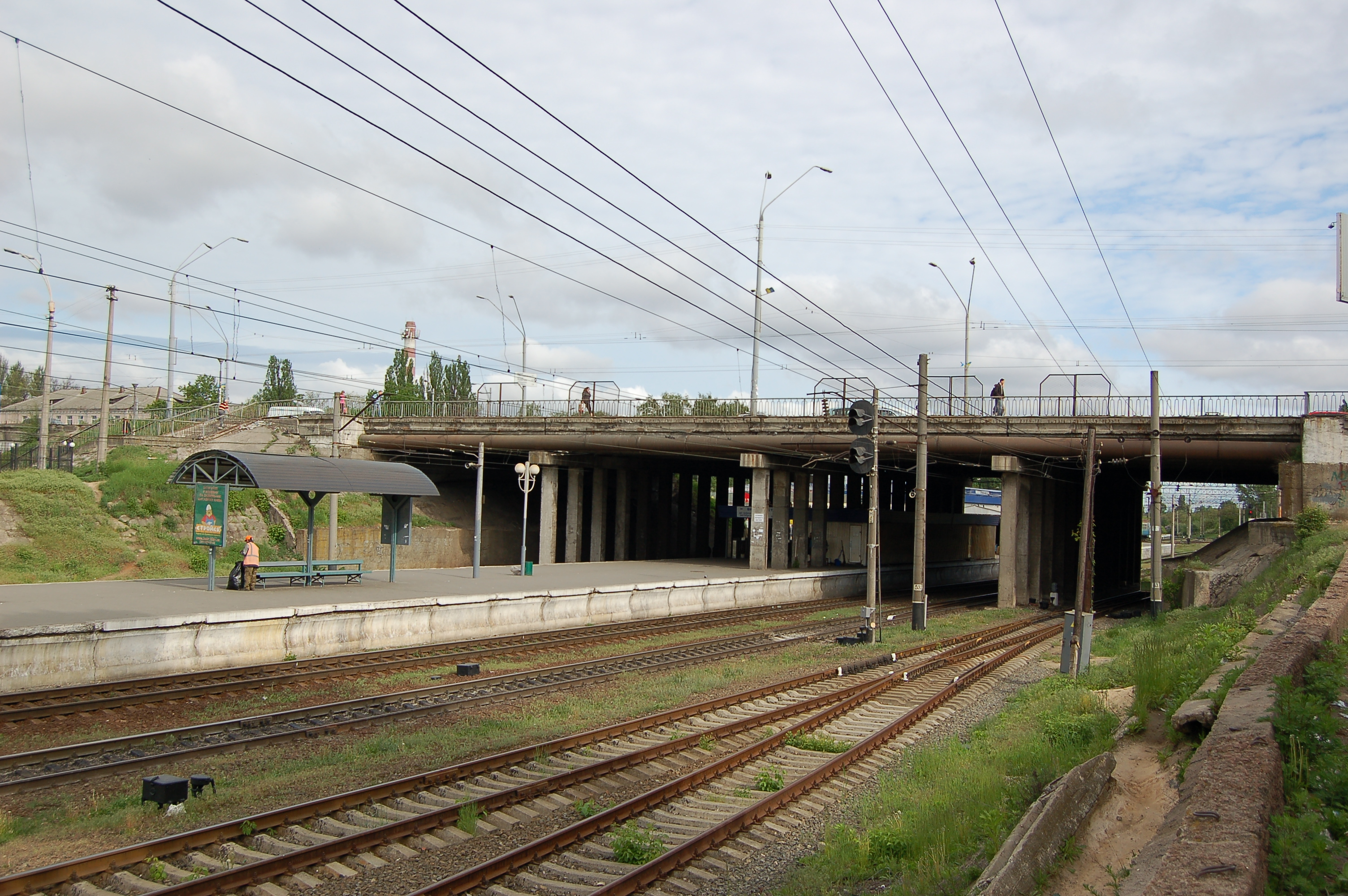
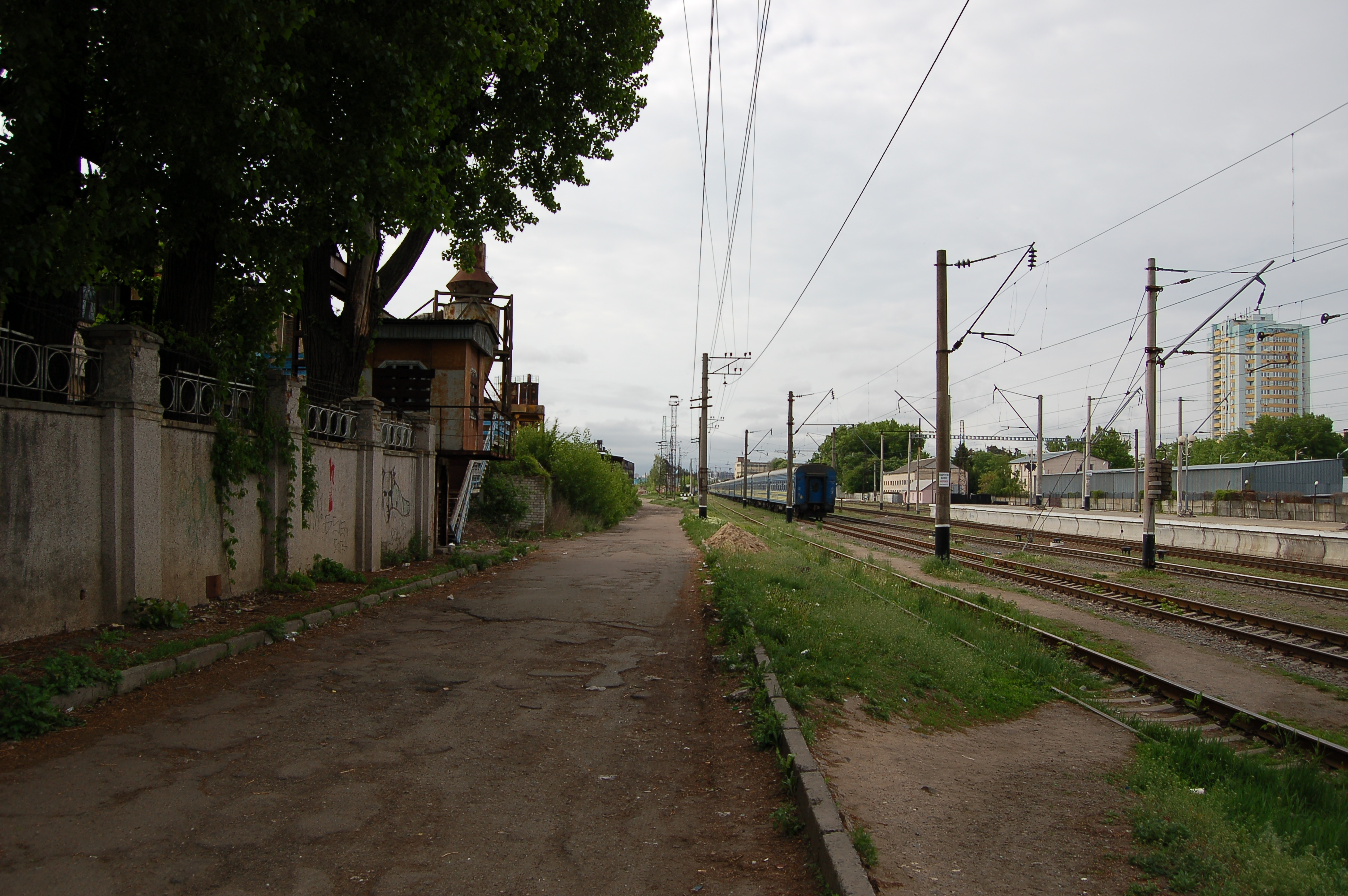
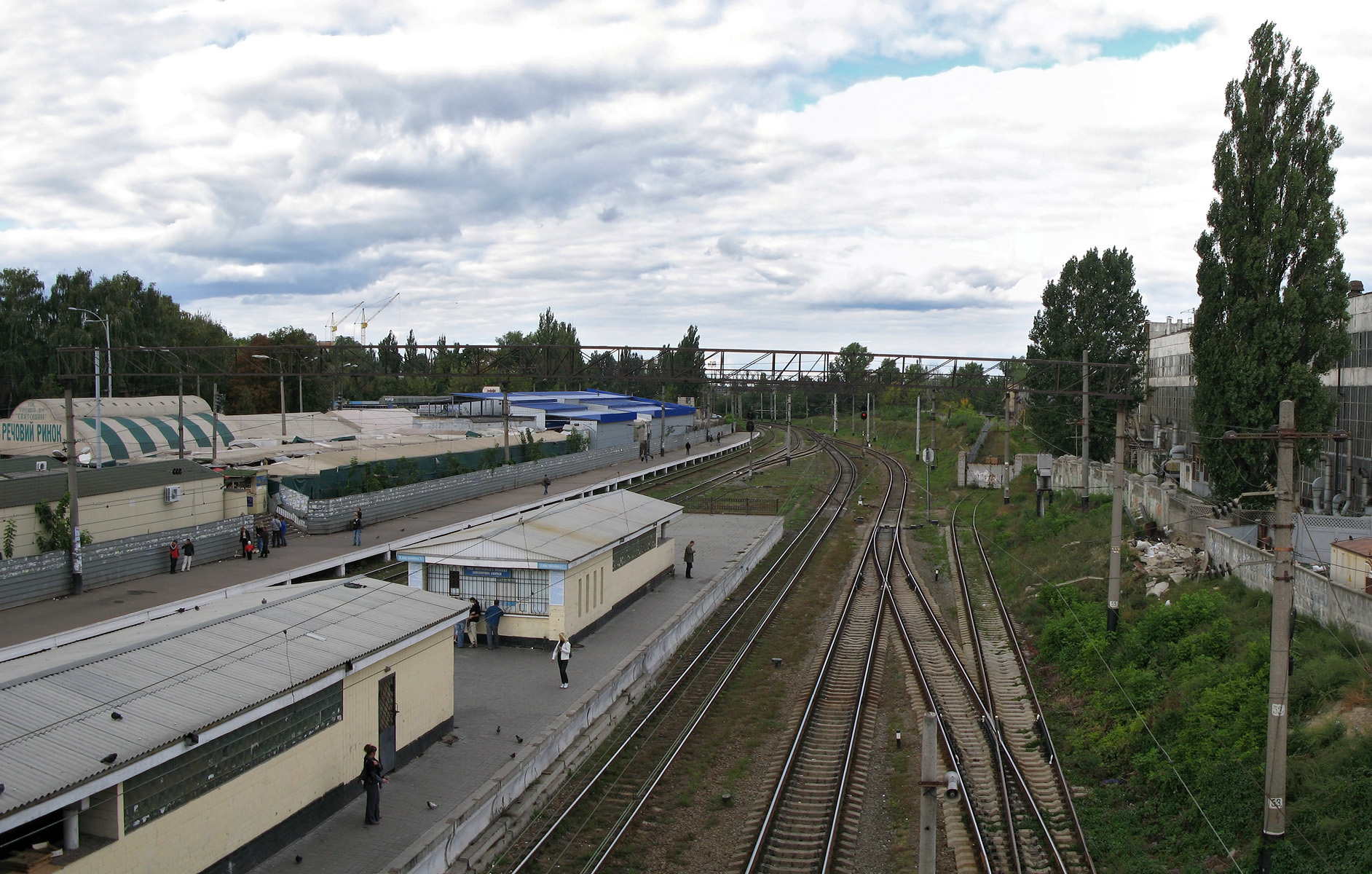
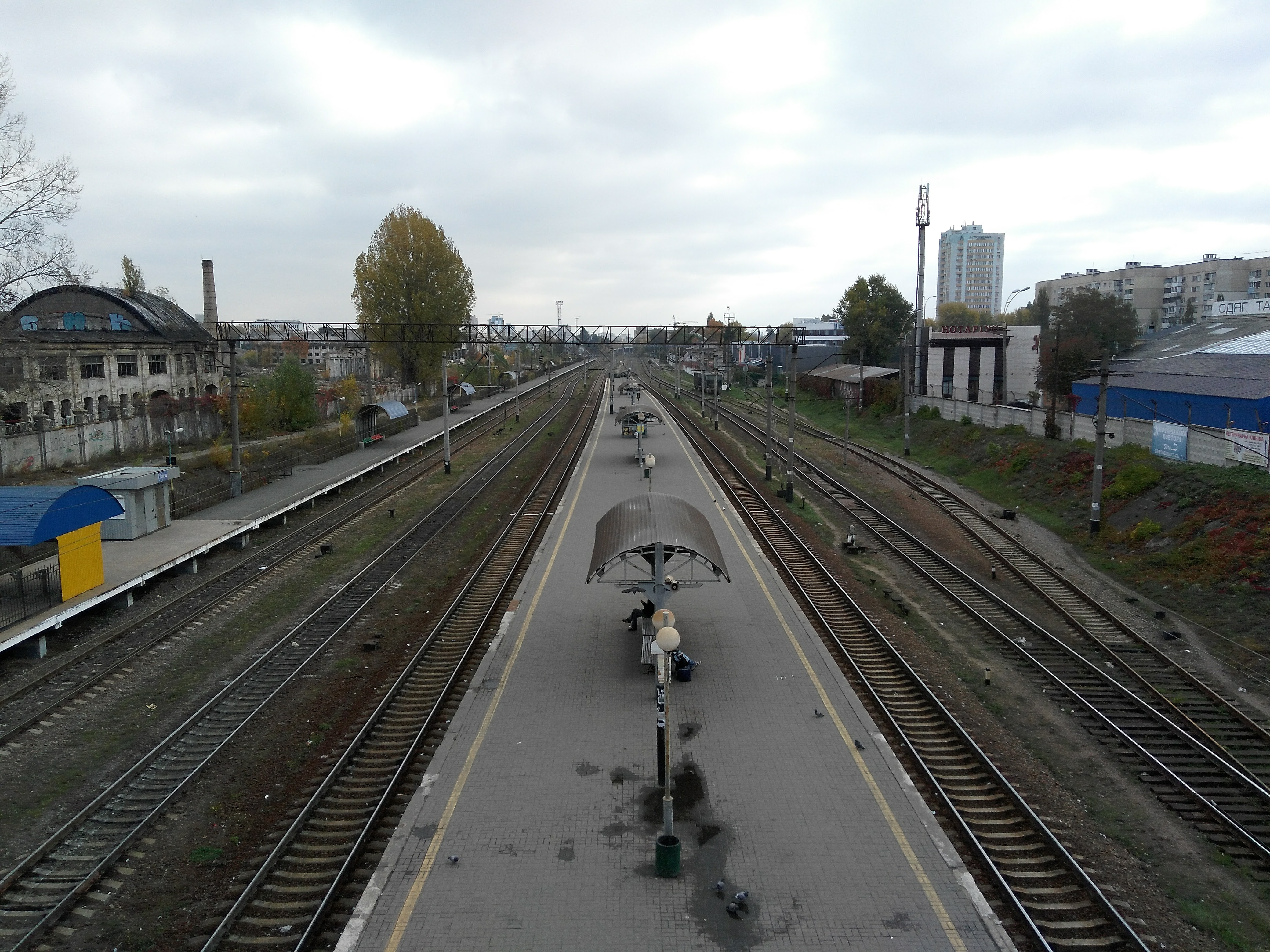

## Пасажирське сполучення
ПРИМІСЬКІ ПОЇЗДИ:
Коростенський напрямок
Досить активним є рух приміських поїздів, що виїжджають з цієї станції. У бік виїзду за місто поїзди вирушають у незначній кількості зі станції Святошин, більшість — з сусідньої станції Борщагівка, досить багато — зі станції Київ-Пасажирський.
Поїзди Коростенського напрямку мають номери 66**, у бік виїзду з міста — непарна нумерація. Перший поїзд, № 6601 Київ —
Коростень, вирушає о 03:45. Останній поїзд до станції Коростень, № 6627 Київ-Пасажирський — Коростень, має зупинку о 18:41-18:44. Останній поїзд, що, зупиняючись на станції Святошин, виїздить за місто — це № 6631 Київ-Пасажирський — Малин, що стоїть на станції о 20:43-20:58.
Загальна кількість поїздів, що прямують через Святошин за місто — 15.
Поїзди прямують до станцій Буча, Клавдієве, Бородянка, Тетерів, Малин, Коростень, Яблунець (кожна наступна — далі). Найактивніший рух поїздів вранці та ввечері, вдень поїздів може довго не бути.
Переважна більшість поїздів працює щоденно. Деякі курсують лише по буднях.
Наступна після Святошина зупинка — платформа Новобіличі, до якої їхати 4 хвилини. Однак деякі поїзди там не зупиняються, тож наступна після неї станція  — Біличі (м. Коцюбинське), до якої їхати 6-8 хвилин.
Переважна більшість виїзних поїздів зупиняються на 1 колії на 1 платформі. Деякі поїзди можуть зупинятися на 2 колії 1 платформи.
Київський, Фастівський, Дарницький напрямки
Святошин — перша станція коростенського напрямку з пересадкою на метрополітен, тому вона має велике значення для приміських поїздів. Невелика кількість поїздів мають кінцеву на Святошині, більшість прямують до наступної станції Борщагівка. Багато рейсів виконується до ст. Київ-Пасажирський, але вони не мають попит через можливість більш швидко дістатись центру міста метрополітеном.
Перший поїзд, 6602 Тетерів — Борщагівка, прибуває о 05:18 і вирушає у 05:21. Останній поїзд, № 6640 Коростень — Борщагівка, прибуває о 23:30 та вирушає у 23:45. Загальна кількість поїздів, що прямують у місто — 20.
Більшість поїздів зупиняється на 1 колії 2 платформи, однак деякі можуть зупинятися на 2 колії 1 платформи. Часто буває зупинка на 4 колії 2 платформи. Часто одні й ті самі маршрути у різних днях зупиняються на різних платформах.
Більшість поїздів курсує щоденно, хоча деякі можуть курсувати лише по буднях.
Існують поїзди, що вирушають зі станції Святошин у ніжинському та фастівському напрямку. З Ніжина на станцію щоденно о 6:57 прибуває електропоїзд № 6901 Ніжин — Святошин, що перетворюється на № 6605 Святошин-Коростень і вирушає у 07:07. А у зворотному напрямку курсує поїзд № 6632 Тетерів — Київ (18:42-19:00), прибуття на станцію Київ-Пасажирський у 19:26, що переходить або на рейс № 6820 Київ-Яготин (19:30 з Києва-Пасажирського), або на рейс № 6926 Київ-Ніжин (19:37 з Києва-Пасажирського). Фастівський напрямок також представлено у розкладі лише однією щоденною парою електропоїздів: о 07:33 прибуває поїзд № 6540 Фастів — Святошин і слідує в тетерівському напрямку під № 6607 Святошин — Клавдієво. Зворотно поїзд № 6630 Тетерів — Святошин, що прибуває о 17:23, вирушає о 17:28 як № 6541 Святошин — Фастів. Після Святошина він робить в межах міста Києва лише одну зупинку — платформу Алмаз — а через 20 хвилин, після відправлення зі Святошина, зупиняється вже у місті Вишневе.
Крім того, існують транзитні рейси що не відображені у розкладі. Так, поїзд № 6614 з Коростеня, що має стоянку на станції 07:59—08:11, прибуває на Північну платформу № 2 станції Київ-Пасажирський о 08:34, а вирушає звідти о 08:44 як № 6806 Київ-Пасажирський — Яготин.
 Міська електричка 
У 2011 році київська міська електричка стала кільцевою. Тоді ж були плани з організації її до станції Святошин, можливо, з використанням відгалуження у бік станції Петрівка. 21 березня 2022 року робота міської електрички була відновлена після початку повномасштабного вторгнення, і в її маршрут була включена станція Святошин. 
 Човникові поїзди 
12 грудня 2017 року у Києві на станції Святошин відбулася презентація приміських човникових поїздів за маршрутом Святошин — Клавдієво. Нова послуга доступна пасажирам в пікові години вранці і ввечері по будням.
Курсують поїзди ЕР9М-384 та ЕР9М-392, відремонтовані на КЕВРЗ у 2017 році. Перший поїзд стартує зі станції Немішаєве о 06:16, останній прибуває на Святошин о 19:44. Човникові електропоїзди курсують з понеділка по п'ятницю з інтервалом 35-65 хвилин. Вони мають окрему нумерацію (№ 7001—7022). Деякі поїзди доїжджають лише до Немішаєвого або Бучі. Відстань між Святошино і Клавдієво електрички долають за 35 хвилин. На шляху проходження поїзда зупиняються в Ірпені, Бучі, Ворзелі і Немішаєвому, а деякі поїзди зупиняються у Склозаводській та Біличах.
З 2018 року поїзд № 7004 (прибуття у 07:41) прямує за маршрутом Бородянка — Святошин
РЕГІОНАЛЬНІ ЕКСПРЕСИ:
На станції Святошин зупиняються деякі регіональні експреси, або електропоїзди підвищеної комфортності. По п'ятницях курсує поїзд № 823 Київ — Шепетівка, що має зупинку 18:02—18:10. Після Святошина його перша зупинка у Малині о 19:31—19:33, наступна у Коростені, а далі поїзд прямує до Шепетівки із зупинками по станціях.
Також по неділях, крім літа (у 2017 році не курсує у період між 28 травня та 10 вересня), їздить поїзд № 836 Коростень — Київ. До Святошина з проміжних зупинок — лише Малин. На Святошині стоянка о 19:08—19:11. Після Святошина він прямує із зупинками на станції Київ-Волинський та з. п. Караваєві Дачі. Регіональні експреси зупиняються або на відповідних коліях 1 платформи, або на 7 колії 3 платформи.
У 2018 році на великодні свята призначалися регіональні експреси з використанням модернізованих поїздів ЕР9М-384,392 № 802/801 Святошин — Київ-Пасажирський — Шостка (відправлення у 20:30) та № 812/811/825/826/831/831 Святошин — Жмеринка — Київ-Хмельницький — Фастів — Жмеринка — Святошин (відправлення у 19:55, прибуття у 05:03). Крім того, 27 квітня було призначено інші додаткові рейси з модернізованих поїздів — № 834 Святошин — Хмельницький (відправлення о 19:55) та № 802 Святошин — Шостка (відправлення о 20:30).
ДАЛЕКЕ СПОЛУЧЕННЯ:
На станції Святошин зупиняються поїзди далекого сполучення. Зі станції можна дістатись до Рівного, Луцька, Ковелю, Львова, Івано-Франківська, Ужгорода, Черкас та інших міст. Поїзди далекого сполучення найчастіше зупиняються на платформі № 1.